# Kommission für die Geschichte der Deutschen in Polen
Die Kommission für die Geschichte der Deutschen in Polen wurde im Rahmen des Johann Gottfried Herder-Forschungsrates 1950 in Marburg als „Historisch-Landeskundliche Kommission für Posen und das Deutschtum in Polen“ gegründet. Sie ist eine von sieben Historischen Kommissionen, die korporative Mitglieder des Herder-Instituts sind.

## Geschichte
Nach dem Übergang der ehemals preußischen Provinz Posen an den neuen Staat Polen nach dem Ersten Weltkrieg wurde die landeskundliche und historische Forschung in diesem Gebiet von Angehörigen der deutschen Minderheit getragen. Durch die Folgen des Zweiten Weltkriegs brach die historische Forschung durch Mitglieder der deutschen Minderheit in Polen weitgehend ab. Im Jahr 1950 wurde im Rahmen des Herder-Forschungsrates die Historisch-Landeskundliche Kommission für Posen und das Deutschtum in Polen gegründet. Diese wurde zum Zentrum dieser Forschungsrichtung in der Bundesrepublik. Allerdings war sie wissenschaftlich lange Zeit wenig bedeutend und hauptsächlich ein lockerer Zusammenschluss  historisch und heimatkundlich Interessierter, denen es darum ging die Erinnerung festzuhalten, an das was materiell verloren gegangen war. Dazu zählt unter anderem auch die bibliographische Erfassung der vorhandenen Literatur seit den 1950er Jahren in einer Regionalbibliographie. Die nicht zahlreichen Veröffentlichungen der Kommission standen dabei meist in einer Kontinuität der Vorkriegsforschung.
Nach der politischen Wende von 1990 hat die Kommission ihre wissenschaftlichen Aktivitäten ausgeweitet. Sie hat unter anderem mehrere Tagungen durchgeführt, deren Dokumentationen den Forschungsstand des jeweiligen Themengebietes wiedergeben. Die Tagung von 1999 widmete sich dem allgemeinen Forschungsstand. Auf der Tagung von 2005 ging es um die Stadtgeschichte in den polnischen Gebieten im 19. und 20. Jahrhundert.
Im Zuge der Umstrukturierung der Herder-Forschungsrates und des Herderinstituts wurde auch die Kommission rechtlich in einen Verein überführt. Gleichzeitig erfolgte ein Generationswechsel, der sich auch im geänderten Namen widerspiegelt.

## Heutige Struktur
Der Kommission gehören etwa 65 Mitgliedern aus Wissenschaft, Publizistik sowie Bibliothekare und Archivare, aus Deutschland, Polen, den USA, der Schweiz und Österreich an. Die Kommission besteht nur aus ehrenamtlich Tätigen.
In der Gegenwart sieht die Kommission ihr Aufgabengebiet in der historischen, kulturellen und landesgeschichtlichen Forschung von Regionen in Polen und der Westukraine mit historisch deutschen Bevölkerungsgruppen. Schwerpunkte sind das Gebiet der ehemaligen Provinz Posen (Netzedistrikt und Großpolen), Zentralpolen, Galizien und Wolhynien.
Hinzu kommt die Forschung über die deutsche Minderheit in Polen in der Zwischenkriegszeit sowie die deutsche Minderheit nach 1945. Außerdem sollen die deutsch-polnischen Beziehungen im Bereich von Kultur und Politik untersucht werden.
Neben der Organisation von wissenschaftlichen Tagungen wird der wissenschaftliche Nachwuchs fachlich gefördert. Die Kommission gibt zudem mehrere Schriftenreihen heraus.
Innerhalb des Newsletters 'Germano-Polonica' erschienen zwischen 2011 und 2015 jährlich auch Besprechungen von Büchern zum Arbeitsgebiet, die im Rahmen von recensio.net online abrufbar sind.
Seit 2012 vergibt die Kommission alle zwei Jahre einen nach dem deutschen Posener Stadtrat Arthur Kronthal benannten Arthur-Kronthal-Preis für die beste veröffentlichte Publikation aus ihrem Tätigkeitsfeld.

## Vorsitzende
- 1950–1952: Friedrich Swart
- 1952–1964: Walter Kuhn
- 1964–1990: Gotthold Rhode
- 1990–1996: Richard Breyer
- 1996–2005: Wolfgang Kessler
- 2005–2017: Markus Krzoska
- seit 2017: Isabel Röskau-Rydel